# الدوري البرازيلي الدرجة الثالثة 1996
الدوري البرازيلي الدرجة الثالثة 1996 هو الموسم 7 من الدوري البرازيلي الدرجة الثالثة. أشرف على تنظيمه اتحاد البرازيل لكرة القدم، وكان عدد الأندية المشاركة فيه 58، وفاز فيه نادي فيلا نوفا.